# Faroald I
Faroald I (Faruald, Farwald) (ur. ? – zm. 591 lub 592) – pierwszy książę Spoleto, które sam ustanowił w czasie dekady interregnum, jaka nastąpiła po śmierci następcy Alboina (574 lub 575). 
Poprowadził Longobardów do środkowej Italii, podczas gdy Zotto skierował ich na południe półwyspu.
W 575 zdobył Classis (port Rawenny) podczas wojny longobardzko-bizantyńskiej. W latach 584–588 został on odbity przez Droktulfta, który przeszedł na stronę Bizantyjczyków.
Jego synowie walczyli pomiędzy sobą o władzę w księstwie w 602 i zwycięstwo odniósł Teodelap.